# Longitarsus rubiginosus
Longitarsus rubiginosus  (лат.) — вид листоедов (Chrysomelidae) из подсемейства козявок (Galerucinae). 

## Распространение
Распространён в Европе (за исключением территории от всего Пиренейского полуострова и на север до Швеции), Малой Азии, Дагестане и от севера Сибири до Амурской области.

## Экология
Взрослые жуки и их личинки питаются листьями повоя заборного (Calystegia sepium) (вид семейства вьюнковых).

## Подвиды и вариетет
- вариетет: Longitarsus rubiginosus var. profugus Weise, 1893
- вариетет: Longitarsus rubiginosus var. fumigatus Weise, 1888